# Боннке, Рейнхард
Ре́йнхард Ви́лли Го́ттфрид Бо́ннке (нем. Reinhard Willi Gottfried Bonnke, 19 апреля 1940, Кёнигсберг — 7 декабря 2019) —пятидесятнический евангелист, основатель международной миссии «Христос для всех народов» (Christ for all Nations, CfaN). Известен своими многотысячными евангелизационными богослужениями на африканском континенте. Боннке «был признан во всем мире одной из ведущих фигур в области евангелизации».

## Биография

### Ранние годы
Рейнхард Боннке родился 19 апреля 1940 года в Кёнигсберге (ныне — Калининград) в семье пастора и служителя Федерации свободных пятидесятнических церквей. Дед Боннке перешёл в пятидесятничество в 1922 году, после того, как был исцелён от мучительных болей американским пятидесятническим миссионером. Раннее детство Рейнхарда пришлось на годы войны, голода, страха и жизни в лагерях для беженцев. По собственному утверждению, в 9 лет он пережил духовное обращение, а в возрасте 10 лет почувствовал призвание проповедовать в Африке. Призвание неоднократно подтверждалось различными «видениями и пророчествами». В подростковом возрасте Боннке пережил опыт крещения Святым Духом.
В 1959 году, в возрасте 19 лет, он поступает в Уэльский библейский колледж в Суонси, Великобритания. Возвращаясь домой после окончания учёбы в 1961 году, Боннке встречается в Лондоне с Джорджом Джефриссом, видным служителем раннего пятидесятнического движения, от которого получает благословение на служение.
По возвращении в Германию Рейнхард Боннке подключается к евангелизационным служениям палаточной миссии, участвует в организации пятидесятнической общины во Фленсбурге. В 1964 году он был рукоположен на служение пастора пятидесятнической церкви на севере Германии. В том же году он женился на Анне Щульце, с которой познакомился на фестивале христианской музыки. Вскоре у них родились трое детей: Кай-Уве (1966), Габриэла (1967) и Сюзанна (1969).

### Начало служения в Африке
В мае 1967 года семья Боннке (вместе с годовалым сыном) переезжает в Лесото для служения в Миссии апостольской веры. Однако 6-летнее миссионерское служение в Масеру в итоге разочаровывает молодого проповедника. Позже он напишет: 

Я иногда проповедовал только для пятерых человек… Вне области влияния нашей миссии в Африке проживало ещё 450 миллионов человек… Естественно, можно было передать им Евангелие традиционным образом, если бы они оказали нам маленькую услугу и прожили ещё 5000 лет!— Рейнхард Боннке. Евангелизация Огнём
 Вскоре Боннке покидает миссию, переезжает в Йоханнесбург и начинает самостоятельное служение. В 1974 году им была основана миссия «Христос для всех народов».
В 1975 году в Габороне, совместно с поместной церковью, состоящей из 40 человек, миссия арендует стадион на 10 тысяч человек. По утверждению самого Боннке, богослужения на стадионе сопровождаются массовыми крещениями Святым Духом, чудесами и исцелениями. Евангелизационная кампания в Габороне стала переломным моментом в служении Боннке, после неё он почувствовал призыв стать «евангелистом масс». Позже он напишет: 

Я впервые видел собственными глазами, как тысячи торопились выйти вперёд, чтобы принять призыв ко спасению… Я плакал как мальчишка, обещая Господу быть послушным и пройти по всему африканскому континенту… Стало ясно, что если Бог может это сделать с десятью тысячами, то Он в состоянии это сделать и с 450 миллионами.— Рейнхард Боннке. Евангелизация Огнём
В 1980 году миссия «Христос для всех народов» приобретает палатку на 10 тысяч человек. В 1984 году состоялось освящение новой евангелизационной палатки, вмещающей 34 тысячи человек. Семиэтажную палатку, ткань которой весила 30 тонн, перевозили 19 грузовиков. Данная конструкция была внесена в книгу рекордов Гиннесса, как самая крупная переносная палатка в мире.
Однако после евангелизационного крусейда в Блантайре в 1986 году, когда на богослужение одновременно пришли 150 тысяч человек, Боннке отказался от использования палатки. Евангелизационные кампании, проводимые под открытым небом на стадионах и площадях африканских городов, позволили увеличить число участников. В 1988 году в Найроби (Кения) богослужение посетило 200 тысяч человек. В октябре 1990 года в Кадуне (Нигерия) состоялось богослужение, которое посетило 500 тысяч человек. 12 ноября 2000 года в Лагосе (Нигерия) заключительное богослужение с участием Боннке посетило 1,6 млн человек. Данное мероприятие было названо «крупнейшим собранием в истории христианского евангелизма».
Богослужения, проводимые миссией «Христос для всех народов», проходят преимущественно ночью, в течение нескольких дней подряд и при поддержке поместных церквей разных конфессий. По утверждению самого Боннке, каждое подобное мероприятие сопровождается массовыми чудесами, исцелениями, изгнаниями бесов, крещениями Святым Духом. Зачастую прямо во время богослужения разводится костёр, в котором обращённые африканцы сжигают оккультную литературу и предметы языческих культов. В конце каждого евангелизационного вечера Рейнхард Боннке выступает с проповедью и призывом «покаяться и принять Христа, как своего личного Спасителя». Люди, откликнувшиеся на призыв, заполняют специальные «карточки решения».

### Всемирное влияние
С середины 1980-х годов служение Боннке приобретает мировую известность. В 1985 году главный офис миссии «Христос для всех народов» переезжает из Йоханнесбурга во Франкфурт. Наряду с евангелизационными собрания, Боннке начинает проводить конференции и встречи по благовестию среди христианских пасторов. В 1986 году он участвует в Амстердамской конференции благовестников, организованной Билли Грэмом. Его «Огненная конференция» в Хараре (Зимбабве) в 1986 году собрала 4 тысячи делегатов из 41 африканской страны. Конференции «Евро-огонь» во Франкфурте (1987) и Бирмингеме (1988) сделали Боннке популярным среди европейских верующих. В 1987 году он участвует в Новом Орлеане в «Конгрессе по Святому Духу и евангелизации мира».
В 1990-х годах Боннке проводит массовые евангелизационные собрания в Малайзии, Индонезии, Филиппинах, Сингапуре и Индии. На богослужение с участием Рейнхарда Боннке в Киеве в 1992 году собралось 35 тысяч человек. В 1993 году Боннке проповедовал в Одессе. «Фестиваль веры» с Рейнхардом Боннке в 2010 году в Киеве посетило 30 тысяч человек.
Всё это время Боннке не оставляет служение в Африке, где его популярность и влияние продолжает расти. По словам самого евангелиста, он лично встречался с 14 африканскими президентами. Президент Замбии Фредерик Чилуба, ставший в 1991 году первым демократически избранным президентом в странах бывших британских колоний Африки, утверждает, что на богослужении Боннке получил пятидесятнический дар говорения на иных языках.
В настоящее время миссия «Христос для всех народов» имеет офисы в ЮАР, Нигерии, США, Канаде, Великобритании, Сингапуре, Гонконге и Австралии.
По подсчётам миссии «Христос для всех народов», за всё время служения Боннке удалось обратить в христианство 72 миллиона человек. С именем Боннке связывают рост мирового пятидесятнического движения.

## Критика
Служение Рейнхарда Боннке неоднократно критиковалось в СМИ и представителями других христианских конфессий. Наиболее часто Боннке обвиняется в фальсификации «чудес и исцелений». Большинство людей, получающих исцеления на евангелизационных кампаниях, не наблюдались у врачей и их исцеления не имеют задокументированного подтверждения. Некоторые критики высказывают мнение о возможных ремиссиях болезни, достигнутых в результате самовнушения. Давид МакАлистер заявляет, что чудеса Боннке «ложные, поддельные, спорные, не эффективны, редки, неубедительны, ограничены, жалки и смехотворны».
Ряд богослужений, организованных Боннке, были отмечены трагедиями и смертями. В 1991 году на собрании в Кано (Нигерия) высказывание Боннке о том, что он приехал, чтобы «завоевать сердца мусульман для Христа» спровоцировало исламистов на массовые погромы и убийства сотен христиан. На протяжении следующих восьми лет, Боннке был запрещён въезд в Нигерию. В 1999 году в Бенин-Сити в давке на выходе из стадиона погибло 16 человек. В 2002 на стадионе в Абеокуте толпа затоптала троих пожилых людей.
Отдельной критики Боннке удостоился за феномен «принуждения». Различные люди заявляли, что некие сверхъестественные силы (или голоса) принуждали их прийти на богослужение Боннке или помочь ему. Некий немец-католик всю ночь видел образ Боннке и слышал голос: «Пастору Боннке нужны деньги». В итоге, он уплатил последний недостающий взнос в размере 450 тысяч немецких марок на новую палатку. Критики Боннке утверждают, что явление принуждения не может быть действием Святого Духа.
Ряд критиков полагает, что вокруг служения Боннке образовался бизнес, основанный на сборе пожертвований в странах Запада.
Энтони Томас, снявший критический фильм «Чудеса», полагает, что Боннке особо популярен в Африке, потому что насаждает старые религиозные суеверия и активно использует африканскую мифологию.

## Интересные факты
- С 1980-х годов за Боннке прикрепилось прозвище «Африканский Билли Грэм»[10]. Сам же Билли Грэм позже назовёт Боннке «Евангелистом номер 1».
- Ещё одно прозвище Боннке — «Божий комбайн» связано с аллюзией на евангельское представление о мире, как о «Ниве Божией», и миссионерах, как о «жнецах на ниве». По утверждению Боннке, однажды Бог сказал ему: «Время серпов прошло, ныне наступило время комбайнов!»[5]
- Зять Рейнхарда Боннке, Максим Урбанович, будучи священником епископальной (англиканской) церкви, перешёл в православие[22].
- Девиз служения Боннке «Мы опустошаем ад и заселяем рай!» стал названием книги о нём, написанной Роном Штеле.

## Книги Боннке
Книги и публикации Рейнхарда Боннке издаются на 143 языках; их общий тираж достиг 190 млн экземпляров.

### На английском
- Reinhard Bonnke. Evangelism by fire: igniting your passion for the lost. — Thomas Nelson Incorporated, 1990. — 216 p. — ISBN 9780849932540.

Reinhard Bonnke. Evangelism by fire: igniting your passion for the lost. — Rev. ed.. — Laguna Hills, CA: Reinhard Bonnke Ministries, INC., 1993. — 266 p.
Reinhard Bonnke. Evangelism by fire: igniting your passion for the lost. — 9-е. — Orlando, FL :: E-R Productions LLC, 2008. — 261 p.
Reinhard Bonnke. Evangelism by fire. — Charisma Media, 2011. — 320 p. — ISBN 9781616383718.
- Reinhard Bonnke. The Secret of the Power of the Blood of Jesus. — CfaN, 1990. — 27 p.

Reinhard Bonnke. The Power of the Blood of Jesus. — 4-е. — Full Flame GmbH, 2001. — 20 p. — ISBN 9783935057103.
- Reinhard Bonnke. Now that you are saved. — Frankfurt, Germany: CfaN, 1991. — 31 p.

Reinhard Bonnke. Now that you are saved. — E-R-Productions, LLC, 2004. — ISBN 9781933106076.
- Reinhard Bonnke. How To Have Assurance Of Salvation. — Reinhard Bonnke Ministries, 1991. — 45 p.

Reinhard Bonnke. How To Have Assurance Of Salvation. — Full Flame Gmbh, 2000. — 24 p. — ISBN 9783935057110.
Reinhard Bonnke. Assurance Of Salvation. — Full Flame GmbH, 2003. — 32 p. — ISBN 9783935057783.
Reinhard Bonnke. How To Have Assurance Of Salvation. — DESTI, 2010. — ISBN 9783935057110.
- Reinhard Bonnke. The Holy Spirit Baptism. What it is and how to receive it. — Frankfurt, Germany: Christ for all Nations, 1992. — 27 p. — ISBN 9783980299008.
- Reinhard Bonnke. How to receive a miracle from God. — CfaN, 1992. — 43 p. — ISBN 9783980299022.

Reinhard Bonnke. How to receive a miracle from God. — E-R-Productions, LLC, 2005. — ISBN 9781933106373.
- Reinhard Bonnke. From minus to plus: the epic of Christ's cross. — United Kingdom: Christ for all Nations, 1993. — 25 p.
- Reinhard Bonnke, Simon Jenkins. The Ultimate Plus. — UK: Christ for all Nations, 1994. — ISBN 9780952288015.

Reinhard Bonnke. The Ultimate Plus. — Christ for all Nations, 1998. — 59 p.
- Reinhard Bonnke. Mighty Manifestations. — Lake Mary, FL: Creation House, 1994. — 236 p.

Reinhard Bonnke. Mighty Manifestations. — Full Flame GmbH, 2002. — 274 p. — ISBN 9783935057271.
- Reinhard Bonnke. From minus to plus: the epic of Christ's cross. — Reinhard Bonnke Ministries, Incorporated, 1996. — 24 p. — ISBN 9781882729081.
- Reinhard Bonnke. Faith: the link with God's power. — Nashville, TN: Thomas Nelson, 1998. — 283 p.

Reinhard Bonnke. Faith - the Link with God's Power: Workbook and study guide. — Full Flame GmbH, 2003. — 54 p. — ISBN 9783935057264.
Reinhard Bonnke. Faith: the link with God's power. — Whitaker Distributors, 2014. — ISBN 9781629110523.
- Reinhard Bonnke. Beyond '99?: time to turn!; from minus to plus. — Sacramento, CA: Christ for All Nations, 1998. — 25 p.

Reinhard Bonnke. Time to Turn! From Minus to Plus. — E-R Productions, 2006. — 24 p. — ISBN 9783935057721.
- Reinhard Bonnke. Time is Running Out: Save the World - before It's Too Late. — Regal, 1999. — 257 p. — ISBN 9780830724666.
- Reinhard Bonnke. Faith for the Night. — 3-е. — Full Flame GmbH, 2001. — 25 p. — ISBN 9783935057165.
- Reinhard Bonnke. First of All Intercession. — 4-е. — Full Flame GmbH, 2001. — 28 p. — ISBN 9783935057172.
- Reinhard Bonnke. Mark my word: a daily devotional. — Orlando, FL: Christ for All Nations, 2001. — 398 p.
- Reinhard Bonnke. The Lord Your Healer. — 4-е. — Full Flame GmbH, 2001. — 22 p. — ISBN 9783935057141.
- Reinhard Bonnke. Hell Empty Heaven Full. — E R Productions Llc, 2001. — 183 p. — ISBN 9781933106571.
- Reinhard Bonnke. Freedom from the Occult. — E R Productions Llc, 2003. — ISBN 9781933106137.
- Reinhard Bonnke. Raised from the Dead. — Bookworld Services, 2003. — ISBN 9780975878972.

Reinhard Bonnke. Raised from the Dead. — Whitaker Distributors, 2013. — 171 p. — ISBN 9781603749527.
- Reinhard Bonnke. Even Greater: 12 Real-Life Stories that Inspire You to Do Greater Things for God. — Full Flame Gmbh, 2005. — 188 p. — ISBN 9780975878903.
- Reinhard Bonnke. Broken Bread. — Full Flame GmbH, 2006. — 76 p. — ISBN 9783937180205.
- Reinhard Bonnke. Firefall. — Destiny Image Pub, 2006. — ISBN 9781933446004.
- Reinhard Bonnke, Rob Birkbeck, Vanessa Birkbeck. Words Like Fire: The Passion and Wisdom of a Lifetime of Soul-Winning. — Christ for All Nations, 2008. — 101 p. — ISBN 9781933446059.
- Reinhard Bonnke, George Canty. Holy Spirit revelation & revolution: exploring Holy spirit dimensions. — [2d ed.]. — Orlando, FL: E-R Productions LLC, 2008. — 160 p. — ISBN 9781933106625.
- Bonnke, Reinhard. Living a life of fire: an autobiography. — Orlando, FL: E-R Productions, 2009. — 634 p.
- Reinhard Bonnke. Jumpstart: School of Fire Church Course Material. — E-R-Productions, LLC, 2011. — 80 p. — ISBN 9781933106830.
- Reinhard Bonnke. Taking Action: Receiving and Operating in the Gifts and Power of the Holy Spirit. — Charisma Media, 2012. — 320 p. — ISBN 9781616387372.
- Reinhard Bonnke. Raised from the dead. — New Kensington, PA: Whitaker House, 2014. — 171 p.

### На русском
- Рейнхард Боннке. Евангелизация огнём: пламенейте чувством к потерянным = Evangelism by fire: igniting your passion for the lost / пер. А. Н. Волик. — Минск, Беларусь: World Wide Printing, 1997. — 270 p.
- Рейнхард Боннке. Могущественные проявления. Дары и сила Святого Духа = Mighty Manifestations. The Gifts and Power of the Holy Spirit. — Санкт-Петербург: Христианская миссия, 1997. — 221 p.

Рейнхард Боннке. Могущественные проявления. Дары и сила Святого Духа = Mighty Manifestations. The Gifts and Power of the Holy Spirit. — Санкт-Петербург: Библейский взгляд, 1998. — 221 p.
- Рейнхард Боннке. Вера — связь с Божьей силой = Faith: the link with God's power. — 1999. — 125 p.
- Рейнхард Боннке. Вера как свет во тьме = Faith for the Night. — Фарес, 2005. — 32 p. — ISBN 9668615026.
- Рейнхард Боннке. Господь — целитель твой = Faith for the Night. — Фарес, 2005. — 32 p. — ISBN 9668615069.
- Рейнхард Боннке. Как получить уверенность в спасении = Assurance of salvation. — Фарес, 2005. — 32 p. — ISBN 9668615042.
- Рейнхард Боннке. Как получить чудо от Бога = How to receive a Miracle from God. — Фарес, 2005. — 32 p. — ISBN 9668615018.
- Рейнхард Боннке. Прежде всего — ходатайство = First of all intercession. — Фарес, 2005. — 32 p. — ISBN 9668615050.
- Рейнхард Боннке. Превыше всего. 12 историй из жизни, которые вдохновят вас совершать ещё большие дела для Бога = Even Greater: 12 Real-Life Stories that Inspire You to Do Greater Things for God. — Лист, 2010. — 184 p. — ISBN 978-966-2217-38-4.
- Рейнхард Боннке. Святой Дух. Откровение и революция = Holy Spirit revelation & revolution. — Лист, 2010. — 151 p. — ISBN 978-966-2217-28-5.